# エカテリニ・ボツァリ

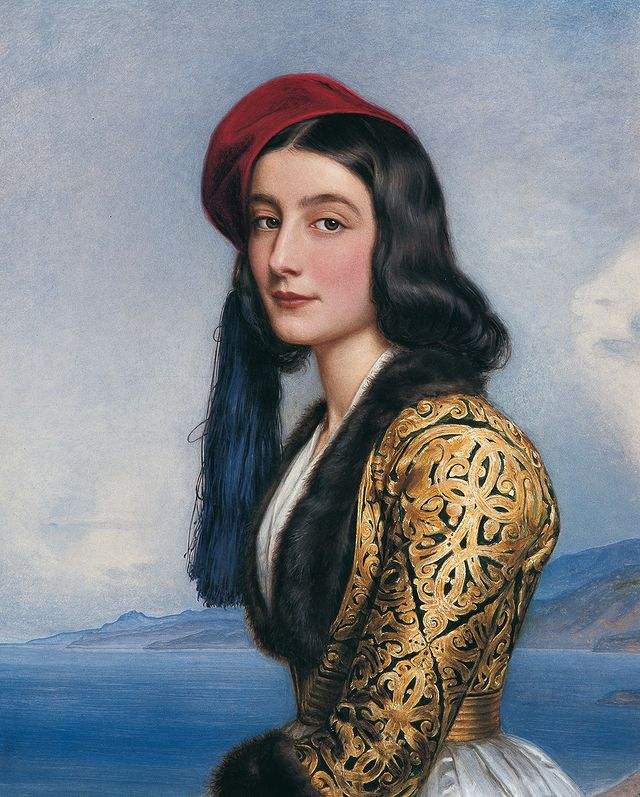
ローザ・ボツァリ、J・K・シュティーラー画、1841年

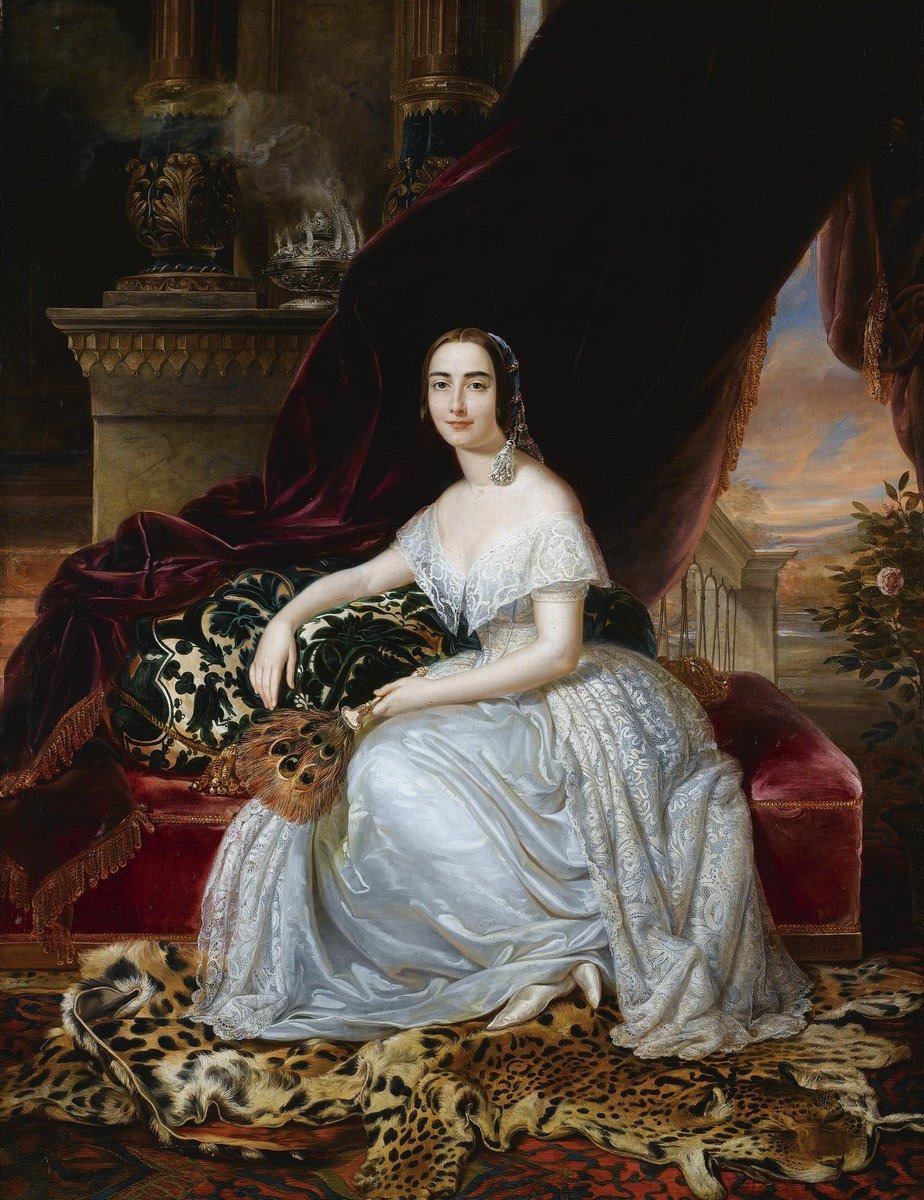
ローザ・ボツァリ、P・ルキーニ画、1845年

エカテリニ・"ローザ"・ボツァリ（Αικατερίνη "Ρόζα" Μπότσαρη, 1818/1820年 - 1875年1月）は、19世紀ギリシャの宮廷女官。ギリシャ独立戦争に殉じた英雄マルコス・ボツァリスの娘で 、近代ギリシャ最初の王妃アマリア・トゥ・オルデンブルクの女官となり、その美貌は欧州諸国の宮廷人たちの注目を集めた。結婚に伴いカラジャ公爵夫人の称号を得た。

## 生涯
イピロス地方に居住する正教徒アルバニア人部族スリオテスの部族長の1人だったマルコス・ボツァリスの娘として、ヨアニナで生まれ育つ。ギリシャ独立戦争が始まったときもヨアニナにおり、オスマン帝国軍に捕われて他の女性たちとともにバルカン半島内の遠隔地に移送される。捕囚中とはいえ、トルコ人の上級階級女性たちの庇護下にあった。彼女を庇護していた女性たちのうちの1人は、ボツァリを気に入って養女にしようとしたという。結局、ボツァリは捕虜交換によって家族の元に帰り、新生ギリシャ王国の誕生に居合わせることができた。
南ドイツのバイエルン王国から迎えられた初代ギリシャ王オソン1世が、1836年北ドイツの小国から王妃アマリアを迎えると、王妃の家政機関が設置され、このときボツァリは王妃の女官の1人に任命された。国王夫妻の宮廷は1843年以前は主にドイツ人で構成されていたため 、ボツァリはほんの数人しかいないギリシャ人廷臣の1人だった。アマリア王妃に仕えるドイツ人牧師の妻であったクリスティアーネ・リュートは、ボツァリについて次のように日記に記している：
ボツァリはアマリア王妃の欧州諸国の宮廷への公式訪問にしばしば随行した。オソン国王の実家であるバイエルン訪問時も、ボツァリは美貌と有名な独立の闘士の娘であることから、公衆の関心を集めた。王妃の舅であるバイエルン王ルートヴィヒ1世は宮廷画家ヨーゼフ・カール・シュティーラーに命じてボツァリの肖像画を描かせ、完成した絵は王のニンフェンブルク宮殿内のコレクション美人画ギャラリーに収められた。ルートヴィヒ王はまた、1844年ボツァリにルートヴィヒ勲章を授与した。
1844年に宮仕えを辞め、後任にはフォティニ・マヴロミハリが選ばれた。翌1845年、イオルギオス・カラジャ公爵と結婚し、間に4人の子を儲け、うち2人が成育した。

## 引用・脚注
1. 1 2 3  “"Αικατερίνη - Ρόζα Μπότσαρη, στη σκιά του ονόματος", μυθιστορηματική βιογραφία από την Κατερίνα Αγραφιώτη, εκδόσεις Πάπυρος”. Kathimerini (2007年11月8日). 2025年4月14日閲覧。
2. ↑  Arsenis, Ioannis (1881). Ποικίλη Στοά: Εθνική εικονογραφημένη επετηρίς. Athens: Εστία. p. 247
3. ↑  Poikile Stoa [Ποικίλη Στοά] - Εθνική εικονογραφημένη επετηρίς (1881). pp. 247–248.
4. 1 2  Lüth C. Fra Fredensborg til Athen: Fragment af en Kvindes Liv. Copenhagen; Gyldendalske;1926.
5. ↑  Poikile Stoa [Ποικίλη Στοά] - Εθνική εικονογραφημένη επετηρίς (1881). p. 248.
6. ↑  Kerofylas, Giannis (2 May 2011). Η Αθήνα στου Όθωνα τα χρόνια. Kastaniotis. ISBN 9789600353129